# Беньямин, Эмилия
Эмилия Беньямин (латыш. Emīlija Benjamiņa, урождённая Симсон; 1881—1941) — одна из богатейших женщин Латвии перед Второй мировой войной, прозванная «Королевой прессы».

## Биография
Родилась 10 сентября 1881 года в Риге в семье Андриса Симсонса и Эде Усиньш. Она была средней из трёх дочерей: старшая, Мина (сценическое имя Tusnelda), была оперной певицей, а младшая, Анния (Aicher), была актрисой, которая благодаря знанию двух языков работала в латышских и немецких театрах.
Эмилия в раннем возрасте была связана с прессой, начав в 17 лет работать в качестве рекламного агента и театрального критика в немецкой газете Rigaer Tagesblatt, которая принадлежала одному из видных членов Императорской российской еврейской общины в Риге — Бланкенштейну. Рано вышла замуж и стала Эмилия Элкс. Муж был алкоголиком и избивал её. Между 1904 и 1905 годами Эмилия встретила человека по имени Антон Беньямин (латыш. Antons Benjamiņš), который был на 21 год старше её и приехал в 1904 году в Ригу после банкротства своего магазина, став журналистом сначала немецкой газеты Rigasche Rundschau, затем латвийской Rigaer Tageblatt. Он тоже был женат.
В 1909 году Эмилия развелась, но у Антона этот процесс затянулся, так как в его семье было трое детей. В 1911 году Эмилия и Антон решили жить вместе. 8 декабря этого же года Эмилия основала собственную газету и привлекла для сотрудничества многих латышских журналистов. Jaunākās Ziņas («Последние новости») стала первой массовой газетой на латышском языке, тираж которой достиг 200 000 экземпляров. Эмилия вела издательскую сторону, Антон был главным редактором. Их плодотворная совместная деятельность принесла плоды — газета стала процветать. Во время Первой мировой войны из-за смены властей в Латвии газету лихорадило, но она выпускалась.
В 1922 году Антон наконец-то смог получить развод, и через несколько месяцев пара поженилась. Воодушевлённые супруги взялись за дело с новой энергией, создавая свою издательскую империю. В 1924 году они начали издавать журнал «Atpūta» («Досуг»), тираж которого достиг 80 тысяч экземпляров. Супруги Беньямин сколотили неплохое состояние, что позволило им в 1928 году купить самый грандиозный частный дом в Риге, принадлежащий торговцу Николаю Элерту Пфабу. В 1928 году Пфаб обанкротился и был вынужден продать своё владение. Особняк был куплен супругами, которые открыли в новом доме популярный литературно-художественный салон, широко известный центр культуры и отдыха журналистов, публицистов и представителей русской и латышской творческой литературной интеллигенции города. Часто на литературные, богемные вечера к Беньяминам приходили министры латвийского правительства, государственные чиновники, сотрудники дипломатических миссий, депутаты Сейма. Кроме этого, Беньямины владели летним домом на пляже в Юрмале, другими домами в Риге, а также усадьбой Waldeck возле города Кандава.

«Короли прессы» − Эмилия и Антон Беньямины

В 1930-х годах супруги Беньямин владели такой значительной частью рынка прессы в Латвии, что в ходе их визита в Париж они познакомилась с американским медиамагнатом Уильямом Херстом, который поздравил супругов с успешным бизнесом и сказал, что ему хотелось бы иметь такую долю рынка в своей стране, которой владели Беньямины в своей. Эмилия и Антон начали расширять свой бизнес, выходя за рамки издательского. С этой целью во второй половине 1930-х годов они купили десять гектаров промышленной недвижимости в Кекаве, на берегу реки Даугавы, с намерением создать химическое производство для развития цветной фотографии.
С финансовым успехом пришла известность и вырос социальный статус супругов, который они доказали своим делом. Антон и Эмилия вкладывали деньги в банки Швейцарии, Англии и Франции. Широкое распространение доступной прессы способствовало повышению образовательного уровня населения Латвии. На их средства были созданы благотворительные общества, общественные организации, спортивные клубы. Они опекали талантливых молодых актёров, художников и журналистов. Пара Беньямин вошла в список 100 выдающихся людей Латвии. Даже латвийский президент Карлис Улманис, который не был женат в течение 1930-х годов, приглашал Эмилию Беньямин в качестве «первой леди» Латвии.
Антон Беньямин умер 14 мая 1939 года. Состояние супругов на момент его смерти превышало 60 млн швейцарских золотых франков. По завещанию Эмилия получила 51 % (контрольный пакет) акций их предприятий. Остальное получили его дети, которые пытались оспорить завещание.
24 августа 1939 года был подписан «Пакт Молотова — Риббентропа». 17 июня 1940 года в Латвию вошла Красная армия. Всё имущество Беньяминов было национализировано. Для граждан Латвии, не желавших жить в СССР, был создан «коридор» для безопасного перехода в Германию, через который сын Антона Юрис эвакуировал часть редчайших ценностей. Они были перевезены в Вену, но там похищены.
Газета Jaunākās Ziņas последний раз вышла 9 августа 1940 года, где решительно выступила за преимущества парламентских систем с критикой тоталитаризма и коммунизма. Чтобы обеспечить Эмилии дипломатическую защиту, посол Швеции в Латвии предложил жениться на ней, но она отказалась по причине невозможности предоставления защиты её приёмным детям. Её младшая сестра Айхер через контакты её мужа с Иоахимом Риббентропом пыталась организовать Эмилии немецкое гражданство, но Генрих Гиммлер счёл её врагом Рейха. Её бывший сотрудник Вилис Лацис, который получал от Эмилии гонорары за свою работу в Jaunākās Ziņas, став Председателем Совнаркома Латвийской ССР - главой нового советского правительства, не только не помог Эмилии Беньямин, но и способствовал её гонениям. Сначала она была переселена в небольшую квартиру, а 17 июня 1941 года была депортирована в Усольлаг (город Соликамск), где 23 сентября 1941 года умерла от голода и дизентерии.

## Память
В 2024 году имя Эмилии Беньямин было присвоено улице в Риге, ранее носившей имя Николая Гоголя.